# Candida tropicalis
Candida tropicalis ist ein asexueller diploider pathogener Candida-Stamm, der zu etwa 10 % der erfassten systemischen Pilzinfektionen führt. Er wurde ubiquitär auch in Umwelt-Isolationen von Kot, Erde, Garnelen, Kefir, Boden, Wasser, Wein, Fischen, Kakao, Früchten und Beeren, Konfitüre und Joghurt gefunden.

## Beschreibung
Auf Sabouraud-Agar gezüchtete Kolonien sind weiß bis cremefarben, glatt, kahl oder leicht faltig und hefeartig in ihrer Erscheinung. Der Rand der Kolonie wird oft von Mycel umgeben. Die Zellen sind kugelig bis subsphärisch ähnlich der Bäckerhefe und werden 3,0–5,5 × 4,0–9,0 µm groß.
Auf RAT (Reis-Agar-Tween) ist reichlich Pseudomycel vorhanden, das baumartig aussieht und einzelne oder kurze Ketten oder Trauben von Blastosporen trägt.

## Gentechnik
Ähnlich wie bei vielen anderen Candida-Stämmen entspricht einem CUG-Codon in C. tropicalis ein Serin-Rückstand anstatt des universellen Leucins.
Die genaue Genomgröße und Chromosomenzahl von C. tropicalis sind nicht bekannt, aber Schätzungen zufolge hat das Genom eine Größe von 15 MBp, in fünf oder sechs Chromosomen organisiert. Die Zahl der Protein-Gene beträgt 6254.
Auch der Protein-Export wurde erforscht.
Die 2-Enoyl-CoA-Hydratase 3 von C. tropicalis ist ein Teil eines multifunktionalen Enzyms des Typs 2
Das KEGG-Genom wurde online publiziert wie auch die Proteinstrukturen.

## Klinische Bedeutung
Candida tropicalis ist eine der Hauptursachen für Sepsis und verbreitete Candidiasis, vor allem in Patienten mit Lymphomen, Leukämien und Diabetes.
Krankheitsbilder sind Sepsis, Harnwegsinfekte, pulmonale Manifestationen, Haut- und Nagelmykosen und Sinusitis.
C. tropicalis ist neben C. albicans der zweithäufigstauftretende medizinische Candida-Stamm mit steigender Relevanz als Erreger systemischer Mykosen.
Saccharose negative Varianten von C. tropicalis wurden auch zunehmend in Fällen von Kandidose gefunden. Er tritt vor allem bei immungeschwächten Patienten mit oft höherer Virulenz als Candida albicans auf und ist für ca. 30 % der Sprosspilzerkrankungen bei Patienten mit malignen hämatologischen Erkrankungen verantwortlich.

## Diagnose
Zur Diagnose bieten sich an:
- Kulturen mit begleitendem Pilz-Antibiogramm
- IG-A
- Feine Längstrukturen und Verwerfungen im Nagel deuten auf Nagelbettinfektion hin
- PCR[16]

Zur Untersuchung dienen Proben aus Blut, Urin, Sputum, Vaginalabstrichen, Nägeln, Bronchiallavagen und Sinusflüssigkeit und Stuhl.

## Behandlung
Wirksame Antimykotika-Medikamente sind Fluconazol, Voriconazol, Caspofungin und Anidulafungin sowie das frei käufliche Nystatin und aus der Naturheilkunde Cineol (Eukalyptusöl).
C. tropicalis hat durch die oft höhere Virulenz als Candida albicans vor allem bei geschwächten Patienten an klinischer Bedeutung gewonnen.
Die hohe Fähigkeit zur Resistenz-Ausbildung gegen Medikamente hat im Fall von Nystatin schon zu Therapieversagenz geführt (Ahearn u. a. 1984).